# 马林·穆斯塔策
马林·穆斯塔策（羅馬尼亞語：Marin Mustață，1954年3月3日—），罗马尼亚男子击剑运动员。他曾代表罗马尼亚参加1976年、1980年和1984年夏季奥林匹克运动会击剑比赛，获得二枚铜牌。